# Ванадий
Ванадият е химически елемент. Открит е два пъти. През 1801 г. мексиканският минералог Андрес Мануел де Рио получил оксиди и соли на неизвестен елемент от мексиканския минерал Pb(VO2)3Cl, „кафяво олово“, по-късно наречен ванадинит. Оксидите и солите му имат различни цветове, поради което той му дал първоначално името „панхримиум“, от гръцкото „всякакъв цвят“, а по-късно „еритрониум“, от гръцки – червен. Химиците обаче се усънимли в точността на неговите анализи, като някои твърдели, че това може да е елементът хром, а френският химик Колет-Дескотил анализирал пратената му проба от новия оксид и потвърдил този извод. Последвало отказване на Дел Рио от претенциите на откривател. Впоследствие е открит от Нилс Габриел Сефстрьом през 1830 в Швеция като примеси в желязна руда.

## История
През 1830 г. шведският химик Нилс Габриел Сефстрьом научава от металурзи, че получаваният от тях чугун се оказал с две различни характеристики по отношение на трошливостта му в зависимост от произхода на желязната руда. Той изолирал от шлаката на „доброкачествения“ чугун неизвестен червен прах и направил извода, че съдържа още неоткрит химичен елемент. Сефстрьом, възхитен от красотата на цветовете на съединенията на неоткрития елемент, го нарекъл „ванадиум“, в чест на скандинавската богиня на красотата и младостта Ванадис, и го означил с V. В същата година, но малко по-късно, немският химик Фридрих Вьолер, използвайки мексиканската руда на дел Рио, потвърдил резултатите му и установил, че и той е получил елемента ванадий. И това не е било случайно – едни химици твърдели, че дел Рио е получил хром, а други – ванадий, тъй като рудата съдържала и двата елемента. Така за откриватели на ванадия се смятат и двамата – Дел Рио го е открил, а Сефстрьом го е преоткрил.
През 1876 г. английският химик Хенри Енфилд Роско първи изолира ванадия чрез водородна редукция на ванадиев дихлорид (VCl2), а през 1925 г. американските химици Джон Уесли Марден и Малкълм Н. Рич получават 99,7% чист метал чрез редукция на ванадиев пентаоксид (V2O5) с калций.

## Физични свойства
В чист вид ванадият не е намерен в природата. Той се съдържа в различни минерали, въглища и в петрол и е на около 19-о място по разпространение в земната кора с 16×10-3% от земната маса. Той е с номер 23 в периодичната таблица и е първият елемент от 5-а (IIIB) група, с атомно тегло 50,9415.
Чистият ванадий е сребристосив, ковък метал, с кубична обемноцентрична решетка, специфично тегло 6 g/cm3, температура на топене 1900 °C и на кипене 3407 °C. При температура от 5,03 K металът става свръхпроводим. В присъствие на примеси става много твърд, но крехък.
Компактен образец ванадий не се променя при обикновени условия, без значение от pH.
Елементът ванадий има два природни изотопа, които имат следното съотношение на Земята: 50V – 0,25% и 51V – 99,75%. Установено е, че ванадий 51 е стабилен, а ванадий-50 е слабо радиоактивен, с период на полуразпад 1,4×1017 години (β+-разпад). Това е многократно повече от възрастта на Земята, поради което се смята за относително стабилен. Получени и изследвани са около 24 радиоактивни и 4 метастабилни (изомерни) състояния с масово число от 40 до 65, като по-дълготрайните (с период на полуразпад и вид на разпада) са 49V – 329 дни, електронен захват и 48V – 15,9735 дни, β+-разпад. Останалите изотопи имат периоди на полуразпад минути, секунди и части от секундата.

## Химични свойства
Ванадият се отличава с висока химическа устойчивост в морската вода и водните разтвори на минералните соли, сравнително устойчив е към действието на разредена солна киселина, не взаимодейства с разредена азотна и сярна киселина. Реагира с флуороводородна киселина, концентрирана азотна и сярна киселина, с царска вода. Не взаимодейства с разредени основи, но в присъствието на въздух се окислява и образува ванадати. Кислородът се разтваря във ванадия, а разтворимостта му се увеличава с повишаване на температурата.

### Химични съединения
Ванадият има променлива степен на окисление и амфотерни свойства. Съединенията му са интензивно и различно оцветени.

#### Оксиди, пероксиди, хидроксиди и соли
Оксидите, отговарящи на четирите окислителни състояния са: VO, V2O3, VO2, V2O5, но са известни и V4O7 и V5O9. С увеличаване на степента на окисление, се засилват киселинните свойства, а също и химическата устойчивост.
Моноксидът не се разтваря във вода, с разредени неорганични киселини образува соли(II) и е силен редуктор. Има настехиометричен състав (VO0,8–VO1,3) и е високотопим (1500 – 2000 °C).
Получава се чрез редуциране на V2O5 с водород при 1700 °C. Хидроксидът V(OH)2 се образува при действието на основа върху сол(II):
{\displaystyle {\ce {2NaOH + VCl2_{(aq)}-> V(OH)2 + 2NaCl}}}
Оксидът V2O3 е антиферомагнетик, образува соли(III), силен редуктор, получава се от V2O5 чрез въглероден оксид, въглерод, водород или сяра при нагряване:
{\displaystyle {\ce {V2O5 + 2C -> V2O3 + 2CO ^}}}.
Той има черен чвят и корундова структура. Притежава основен характер. Разтваря се в киселини, образувайки сини и зелени разтвори, съдържащи катиона [V(H2O)6]3+. Те са силни редуктори.
Третата степен на окисление на ванадия се стабилизира в двойни и комплексни соли.
Хидроксидът, V(OH)3, се получава като се действа с основа или NH4OH на разтвори на соли(III) без достъп на въздух.
Диоксидът (VO2) на ванадия е антиферомагнит, хигроскопичен, амфотерен, с редукционни свойства. Получава се при стапяне на V2O5 с оксалова киселина:
{\displaystyle {\ce {V2O5 + H2C2O4 -> VO2 + 2CO2 ^ + H2O}}}.
Има тъмносин цвят и реагира с киселини и основи, но основните му свойства са засилени. При разтваряне в киселини се получава син разтвор с ванадилов катион VO2+, с който са познати много соли, например халогениди – VOX2. При алкализиране на соли на тези разтвори първо пада утайка от VO(OH)2, който впоследствие се разтваря.
Ванадиевият диоксид също се разтваря в основи и образува ванадатни (IV) аниони като VO32-, VO44- и V4O92-. Соли на тези йони се получават при стапляне на VO2 с оксиди на алкалните или алкалоземните метали.
Диванадиевият пентаоксид (V2O5) е с диамагнитни свойства, над 700 °C дисоциира. Той е полупроводник от n-тип. Пентаоксидът е промеждутъчен продукт от производството на ферованадий, използва се като катализатор в производството на сярна киселина, компонент е в специални стъкла и глазури, а също и в луминофори на червено светене. Химически чист V2O5 се получава от NH4VO3 при термична дисоциация или от подкислен със сярна киселина разтвор:
{\displaystyle {\ce {2NH4VO3 ->[{T}] V2O5 + 2NH3 + H2O}}},
{\displaystyle {\ce {2NH4VO3 + H2SO4 -> V2O5 + (NH4)2SO4 + H2O}}}.
В зависимост от начина на получаването съединението има различна диспресност и цвят. Диванадиевият пентаоксид се стапя при 650 °C и от стопилката изкристализират ромбични форми, изградени от двойни вериги на тригонални бипирамиди [VO5]n с общ ръб. При нагряване V2O5 губи обратимо кислород, на което се дължи неговото каталитично действие при някои окислителни процеси. Като катализатор може да замести платината, тъй като е по-евтин и по-инертен към отрови – As, S.
Диванадиевият пентаоксид се разтваря слабо във вода, като се получава бледожълт кисел разтвор. Оксидът има амфотерни свойства, разтваря се добре в кисела и алкална среда, като в зависимост от pH се получават различни продукти. При pH > 10 са констатирани безцветни тетраедрични ортогонални ортованадатни йони VO3-4. Освен тях се получават и [V2O7]4-, [V3O9]3- и [V4O12]+ , при които ванадият наподобява фосфора. При pH ~ 6 разтворът от безцветен постепенно става червен или оранжев, а при pH ~ 2 пада кафява утайка от хидратиран оксид – V2O5•nH2O. При по-нататъшно подкиселяване се получават протонирани йони като [HV10O28]5- и [H2V10O28]4- , както и ванадилови йони VO2+ и VO3+, но не и прости йони V5+. Ванадиловите йони действат окислително.
Ванадилови соли са ванадиловият нитрат VO2NO3, перхлорат VO2ClO4, хлорид VOCl3 и други.
Най-използваната ванадиева сол е амониев метаванадат NH4VO3. Тя се получава от ванадиеви соли с концентриран амоняк или амониеви соли. Представлява бяло, кристално вещество, което слабо се разтваря във вода, образувайки жълто оцветяване, дължащо се на тримеризацията на метаванадатния йон:
{\displaystyle {\ce {3VO3- <=> V3O9-}}}.
В кисела среда става по-нататъчно усложняване на състава до получаване на хексаванадатен йон и цветът на разтвора се променя от златитстожълт до рубиненочервен:
{\displaystyle {\ce {2[V3O9]3- +2H+ <=> H2O + [V6O17]^4-}}}.
Всички полимерни йони, които се наблюдават в алкална и кисела среда, се наричат изополиванадати. Такива полимерни йони са характерни и за други метали, но при ванадия те не са добре изучени.

##### Пероксиванадиеви съединения
Ако към алкални или кисели разтвори, съдържащи V5+, се прибави H2O2, се получават пероксиванадиеви съединения. В неутрален и алкален разтвор се образуват жълтия дипероксиортованадатен анион [VO2(O2)2]3-, а в кисел разтвор – червенокафявият пероксованадиев катион [V(O2)]3+. Известни са и други пероксиванадиеви съединения с по-сложен състав – в силно алкални разтвори и излишък на H2O2, при ниска температура ~0 °C се отделят синьо-виолетовииглести кристали от съединения със състав MI3[V(O2)4]•nH2O (MI = Li, Na, K, NH4+).

#### Халогениди и оксохалогениди
Не всички халогениди на ванадия са добре изучени.
| Степен на окисление | Флуорид         | Хлорид                | Бромид              | Йодид                |
| ------------------- | --------------- | --------------------- | ------------------- | -------------------- |
| +5                  | VF5 безцветен   | —                     | —                   | —                    |
| +4                  | VF4 зелен       | VCl4 червено-кафяв    | —                   | —                    |
| +3                  | VF3 жълто-зелен | VCl3 червено-виолетов | VBr3 сиво-кафяв     | VI3 тъмнокафяв       |
| +2                  | VF2 син         | VCl2 бледозелен       | VBr2 оранжево-кафяв | VI2 червено-виолетов |

Ванадиевите дихалогениди се получават при редукция на халогениди с по-висока степен на окисление. Разтоврите им имат бледовиелетов цвят.
Ванадиевият трихлорид, VBr3, VI3 се получаватпри пряк синтез, а VF3 се получава при флуориране на VCl3. Трифлуоридът е малко разтворим, а останалите са хигроскопични и разтворими във вода. Познати са и оскохалогениди VOX,
Ванадиевият тетрахлорид се получава при пряк синтез. Той е тъмночервена течност с димерни молекули. При загряване се разлага на VCl3 и хлор. Хидролиза, при което се получава ванадилов(IV) хлорид. При враимодействие с HF се получава VF4, който също хидролизира.
Ванадиевият пентафлуорид е течен, леснолетлив и хигроскопичен и се получана при пряк синтез над 300 °C. В кристално състояние молекулите на VF5 образуват вериги. Той хидролизира, при което се получава оксохалогенид – VOF3, а с алкални флориди дава комплекси.

#### Други съединения
Познати са ванадиеви стипци със състав MIV(SO4)•12H2O, които имат синьо-виолетов цвят. Стабилна на въздуха при сушене е амониево-ванадиевата стипца.
С азота над 700 °C ванадият образува нитрид (VN, жълти кристали), с въглерода и въглеродсъдържащи газове над 800 °C – карбиди (черни кристали, VC, като отношението C:V e 37:47% и никога 1:1), с водорода образува твърди разтвори. С металите ванадият формира сплави и интерметални съединения. Триванадиев галид (V3Ga) се използва като свръхпроводник (температура 16,8 K) за изготвяне на намотки на соленоиди.
Ванадиев диборид (VB2) е огнеупорен материал и компонент на високотемпературни сплави, а триванадиевият силицид (V3Si) е свръхпроводник при 17,2 K.
Образуват се ванадиев моносулфид (VS) и диванадиев пентасулфид (V2S5).
Познати са и комплексини ванадиеви съединения – калиев хексафлуорованадат K3[VF6] – зелен, калиев хептацианованадат K4[V(CN)7] и други.

## Разпространение
Ванадият се среща изключително рядко под чисто състояние в природата. По-често се среща под формата на съединения в минерали.
Ванадият е на 19-о място в таблицата на Кларк и на 5-о от преходните елементи, след Fe, Ti, Mn и Zn, по разпространение, но е разпръснат в природата като титана. Известни негови минерали са ванадитът – Pb5(VO4)3Cl, който е изоморфен на флуороапатита, и карнотитът (калиево-уранилов ванадат) – K(UO2)(VO4)•1,5H2O.
Ванадият е силно разсеян в руди на други метали. Като търговски източник на ванадий са: карнотит, ванадинит и патронит (V2S4). Освен това се използват сажди от изгарянето на някои видове нефт и въглища, богати на ванадий. При преработката на различните източници се получава като изходен продукт ванадиев пентаоксид, който след това се редуцира.

## Добив
Ванадият се извлича от ванадиевите соли или от ванадиевите отпадъци като натриев метаванадат, NaVO3, след изпичане със сода при 850 °C. Разтворът на NaVO3 се подкислява със сярна киселина, при което се получава червена утайка от поливанадат. При нагряване на тази утайка до 700 °C се отделя V2O5, който е онечистен и има черен цвят. От него, чрез редукция с феросилиций, се получава сплавта ферованадий, която се използва в производството на ванадиева стомана. Ферованадий може да се получи и като смес от V2O5 и Fe2O3 чрез редукция с алуминий. Чист ванадий може да се получи при алуминотермия или чрез редукция на VCl5 с магнезий.

## Приложение
Широко приложение ванадият намира в металургията, химическата промишленост и производството на високотемпературно устойчиво оборудване. Като изходен продукт в черната металургия се използва ферованадий, съдържащ 35 – 85% ванадий. Добавен в стоманата, ванадият има два ефекта: премахва зърнеността на матрицата и изчиства въглеродното присъствие, като го формира в карбиди. По този начин ванадиевата стомана е особено издръжлива и устойчива на удари и огъвания. Почти всички инструментални стомани съдържат ванадий, в количества от 0,10% до 5%. Той осигурява запазването на твърдостта и режещата способност на инструмента при високи температури, получаващ се при скоростно рязане на металите. В някои видове чугуни добавка на малки количества ванадий регулира размера и разпределението на графичните пукнатини за подобряване на здравината и съпротивлението на износване.
В цветната металургия ванадият заема важно място. Добавянето на няколко процента ванадий към алуминия го прави много твърд. Същото се отнася за златото, медта, никела и титана. Със среброто ванадият не се сплавя.
Ванадиевите съединения (V2O5 и ванадатите) се използват като катализатори в контактния метод за производството на сярна киселина; като окислителни катализатори в синтеза на фталов и металинов анхидрид; в производството на полиамиди (найлони); за окисление на органични вещества, като етанол към ацеталдехид и антрацен (C12H12) към антрахинон (C14H8O).

## Физиологично действие и биологична роля
Установено е, че ванадият и неговите съединения въздействат токсично на човешкия организъм. Ванадият предизвиква възпалителни реакции на кожата, дихателните пътища на белите дробове, а също и нарушение на биологичните параметри на организма. Нормалното съдържание в организма на човека е около 0,11 mg (за 70 kg). Токсичната доза е 0,25 mg, а леталната доза – от 2 до 4 mg. За някои дълбоководни животни концентрацията на ванадий в тъканната течност и кръвта достига до 10%.
Някои нисши безгръбначни животни имат способността да концентрират в кръвта си по-големи количества ванадий. Този елемент се акумулира и в някои растения, например захарно цвекло, тютюн, грозде и други.